# Sant Germà de Pernui
Sant Germà de Pernui és l'església del despoblat de Pernui, al terme municipal de Sort, dins del seu antic terme municipal primigeni, a la comarca del Pallars Sobirà.
Era una església petita, de nau rectangular i campanar d'espadanya.